# Toplitsky and Company
Pour plus de détails, voir Fiche technique et Distribution.
Toplitsky and Company est un film muet américain réalisé par Henry Lehrman sorti en 1913.

## Fiche technique
- Titre : Toplitsky and Company
- Réalisation : Henry Lehrman
- Producteur : Mack Sennett
- Studio de production : The Keystone Film Company
- Distribution : Mutual Film Corporation
- Pays de production :  États-Unis
- Format : Noir et blanc
- Langue : film muet intertitres anglais
- Genre : Comédie
- Durée : 13 minutes
- Date de la sortie : États-Unis : 26 mai 1913

## Distribution
- Nick Cogley : Toplitsky
- Ford Sterling
- Alice Davenport : Femme de Toplitsky
- Raymond Hatton : un curieux
- Edgar Kennedy : masseur
- Bert Hunn
- Charles Avery
- Rube Miller
- William Hauber